# سیکورسکی آر-۶
سیکورسکی آر-۶ (به انگلیسی: Sikorsky R-6) یک هواگرد ساختِ کارخانهٔ سیکورسکی در کشور ایالات متحده آمریکا است. نخستین استفاده‌کنندهٔ این هواپیما نیروی دریایی ایالات متحده آمریکا بوده‌است. این هواگرد برای نخستین بار در ۱۵ اکتبر ۱۹۴۳ میلادی مورد استفاده قرار گرفت.